# 全國家長團體聯盟
全國家長團體聯盟（簡稱全家盟），為臺灣一個由民間組成的家長團體，於2002年10月26日結盟，正式成立於2005年5月22日。積極支持教育改革與壓力減輕。現任理事長為蕭東原。全家盟主張「推動十二年國教」、「推動教師專業評鑑」、「促進家長參與教育」及「發現孩子軟實力」，也曾在2010年五都選舉發表致五直轄市市長候選人公開信，要求儘速施行十二年國教。全家盟為台灣一個有名的家長組織，但所代表的家長數量不明。
2010年，全家盟與學界一起推動《兒童教育與照顧法》；但該法因為涵蓋0-12歲的孩子、範圍過大，最後拆解為《幼兒教育與照顧法》，於2012年3月立法通過。 2013年6月，全家盟呼籲儘速通過12年國教修法 全家盟的十二年國教主張免試及適性，對於學科菁英要求保留特招方式，維持數理、語文智慧較強學生有暢通升學管道。全家盟關注教育資源公平合理分配，主張儘速修改《教師法》，將教師評鑑及修改合理教評會組成比例入法，讓每一個孩子都有公平合理的受教權。
2009年到2012年間，全家盟向中華民國教育部申請多項12年國教宣導相關補助費用。

## 宗旨
- 保障學生學習權益，提升以學生為主體的優質教育。
- 增進家長教育權及家長參與教育權之知能發展。
- 推展親師合作及愛的教育。
- 促進國際教育交流。

## 任務
- 參與及監督中央政府教育政策、法令與制度之訂定。
- 推動各縣市家長團體參與及監督當地教育政策、法令與制度之訂定。
- 建立家長團體間之聯繫網絡、資訊通路與合作關係。
- 協助各級家長組織之成立與發展。
- 增進家長參與教育事務之知能與方法。
- 提供家長親職教育資訊與經驗交流之管道。
- 其他符合本會宗旨之任務。

## 成員
1. 基隆市教育關懷協會，會員54人。[9]
2. 台北市家長教育成長協會
3. 台北市高級職業學校家長協會
4. 台北市學習障礙者家長協會，會員22人。[10]
5. 新北市中小學家長協會
6. 新北市中小學家長會長協會 全家盟成員 （页面存档备份，存于）新北市中小學家長會長協會網站 （页面存档备份，存于）
7. 桃園縣家長會長協會
8. 桃園縣家長協會
9. 新竹市家長聯合會（页面存档备份，存于）
10. 台中市家長協會，會員147人。[11]
11. 台中市父母成長協會
12. 彰化縣各級學校家長協會
13. 嘉義市家長協會
14. 嘉義市父母成長協會
15. 台南市家長會聯合會
16. 大台南家長協會
17. 高雄市各級學校家長協會
18. 屏東縣家長協會
19. 宜蘭縣家長協會
20. 花蓮縣家長協會
21. 台東縣學生家長協會
22. 澎湖縣各級學校家長會長協會
23. 雲林縣家長會長協會
24. 高雄市心家長協會
25. 新北市家長聯合會
26. 高雄市家長教育改革協會
27. 苗栗縣家長協會
28. 宜蘭縣家長會長協會
29. 台中市全人家長會長協會
30. 嘉義縣家長協會
31. 宜蘭縣父母成長協會
32. 社團法人台灣赤子心過動症協會
33. 南投縣家長會長協會
34. 金門縣家長協會
35. 高雄市家長關懷教育協會